# Ndèye Ndiaye (cestista 1993)
Ndèye Fatou Ndiaye (10 febbraio 1993) è un'ex cestista senegalese.

## Carriera
Con il Senegal ha disputato i Campionati mondiali del 2018 e i Campionati africani del 2021.